# Mormedi
Mormedi es una consultora de diseño estratégico e innovación fundada en 1998 por Jaime Moreno. La empresa tiene su sede en Madrid, con presencia en Ciudad de México y Tokio. Moreno describe la empresa como una "boutique global", ya que la mayoría de los clientes de la empresa se encuentran fuera de España, siendo los principales mercados la UE, Estados Unidos, Latinoamérica, Japón y Corea.
Mormedi ofrece servicios tales como el diseño de servicios, el diseño físico (diseño de espacios y productos), la innovación digital, la innovación del modelo de negocio y la prospectiva estratégica.
La empresa está formada por un equipo multicultural que incluye sociólogos antropólogos, estrategas empresariales, arquitectos, diseñadores de productos, diseñadores de servicios, diseñadores de UX/UI, ingenieros, especialistas en marketing, storytelling y branding, así como una red de expertos internacionales.
A lo largo de su trayectoria, Mormedi ha recibido numerosos premios de diseño, como los International Forum Design Awards (iF), Red Dot, German Design Awards,y GOOD design awards.
En 2015, Jaime Moreno fue galardonado con la máxima distinción de diseño en España con el Premio Nacional de Diseño.

## Evolución
Aunque en un principio Mormedi estaba enfocada hacia el diseño industrial, a lo largo de este tiempo ha ampliado sus capacidades y ahora ofrece servicios de consultoría de diseño estratégico y de innovación que cubren todo el proceso, desde la estrategia a la implementación de proyectos relacionados con el diseño de servicios, diseño industrial y experiencia digital.      

## Diseño y Clientes
La empresa se centra en los sectores de transporte y movilidad, "servicios conectados" (que incluyen IoT y puntos de contacto digitales para las marcas), "espacios conectados" (retail y comerciales) y servicios financieros.
En el ámbito de la movilidad, la empresa diseña servicios integrados y puntos de contacto entre lo físico y lo digital. Entre los proyectos realizados se encuentran las estaciones de tren de cercanías de España (conocidas como Renfe Cercanías, trabajos en el ámbito de la aviación para empresas como Iberia y Airbus, el diseño del sistema de transporte de carga para HyperloopTT, y el concepto digital, de servicio y de vehículo para un vehículo autónomo.
En el ámbito de “servicios conectados”, Mormedi trabaja con empresas como Mitsubishi Electric en Japón y LG Electronics en Corea, y colabora habitualmente con Telefónica en el diseño de servicios y ha diseñado dispositivos como las unidades Movistar Home y Home Gateway.
En el área de “espacios conectados”, Mormedi ha trabajado en el diseño de tiendas de retail para varias marcas de moda y locales duty-free, así como en la venta minorista automatizada y sin personal, ha rediseñado la experiencia de los empleados para el BBVA y ha trabajado en la experiencia de las sucursales para bancos como el Banco Pichincha y el Banco Santander.
En el ámbito de los servicios financieros, la empresa ha trabajado en Europa, Oriente Medio, América Latina y Australia para clientes como el Banco Santander, el BBVA y Bankia.

## Corporación
Con sede en Madrid, Mormedi tiene representación en Asia y cuenta con una sólida red de colaboradores externos.